# Replay (Lied)
Replay ist ein Popsong des US-amerikanischen Rappers Iyaz. Die Musik schrieb J. R. Rotem, den Text Theron und Timothy Thomas, Keidran Jones, J. R. Rotem und Jason Derulo. Das Stück wurde von J. R. Rotem produziert.

## Veröffentlichung
Replay wurde am 7. Juli 2009 als erste Singleauskopplung des gleichnamigen Albums Replay veröffentlicht.

## Stil und Inhalt
Replay ist ein grooveorientierter Midtempo-Popsong mit Einflüssen aus Contemporary R&B, Dance, Reggae sowie elektronischer Musik, die sich insbesondere in den Synthie-Streicherflächen zeigt. Einzelne Samples mit Sprechgesang-Elementen wurden verwendet. Iyaz besingt in dem Lied sein Mädchen („Shawtay“, ein Slangausdruck für „Angebetete“.) Sie sei wie eine Melodie in seinem Kopf, die wie bei einem auf Wiederholung (Replay) eingestellten iPod wiederholt werden würde.

## Musikvideo
Das zugehörige Musikvideo spielt an einem Strand, an dem der Interpret Musik hört, tanzt und singt. Dabei ist eine Flagge der Amerikanischen Jungferninseln zu sehen, von denen Iyaz stammt. Die Regie führte Rock Jacobs.

## Kommerzieller Erfolg

### Chartplatzierungen
Replay erreichte Platz zwei der US-amerikanischen Billboard Hot 100. Es war der erste kommerziell erfolgreiche Titel von Iyaz. 
In Großbritannien schaffte es Replay mit über 100.000 verkauften Einheiten in der ersten Woche direkt auf Platz 1 der dortigen Charts. Replay wurde mit Gold für über 400.000 verkaufte Einheiten ausgezeichnet.
In der Schweiz und Australien wurde Replay ebenfalls ein Nummer-eins-Hit. Die Single erreichte in weiteren Ländern Platzierungen die Single-Top-Ten, darunter Platz 3 in Österreich und Platz 7 in Deutschland.
| ChartsChartplatzierungen       | Höchstplatzierung | Wochen |
| ------------------------------ | ----------------- | ------ |
| Deutschland (GfK)              | 7 (28 Wo.)        | 28     |
| Österreich (Ö3)                | 3 (17 Wo.)        | 17     |
| Schweiz (IFPI)                 | 1 (32 Wo.)        | 32     |
| Vereinigte Staaten (Billboard) | 2 (34 Wo.)        | 34     |
| Vereinigtes Königreich (OCC)   | 1 (24 Wo.)        | 24     |

| ChartsJahrescharts (2010)      | Platzierung |
| ------------------------------ | ----------- |
| Deutschland (GfK)              | 47          |
| Österreich (Ö3)                | 48          |
| Schweiz (IFPI)                 | 14          |
| Vereinigte Staaten (Billboard) | 25          |
| Vereinigtes Königreich (OCC)   | 18          |

### Auszeichnungen für Musikverkäufe
| Land/Region                  | Auszeichnungen für Musikverkäufe (Land/Region, Auszeichnung, Verkäufe) | Verkäufe  |
| ---------------------------- | ---------------------------------------------------------------------- | --------- |
| Australien (ARIA)            | 3× Platin                                                              | 210.000   |
| Belgien (BRMA)               | Gold                                                                   | 15.000    |
| Dänemark (IFPI)              | 2× Platin                                                              | 180.000   |
| Deutschland (BVMI)           | 2× Platin                                                              | 600.000   |
| Italien (FIMI)               | Platin                                                                 | 30.000    |
| Japan (RIAJ)                 | Gold                                                                   | 100.000   |
| Neuseeland (RMNZ)            | 4× Platin                                                              | 120.000   |
| Österreich (IFPI)            | Gold                                                                   | 15.000    |
| Spanien (Promusicae)         | Platin                                                                 | 60.000    |
| Vereinigte Staaten (RIAA)    | 3× Platin                                                              | 3.000.000 |
| Vereinigtes Königreich (BPI) | 3× Platin                                                              | 1.800.000 |
| Insgesamt                    | 3× Gold · 19× Platin ·                                                 | 6.130.000 |